# Apropiación de la naturaleza

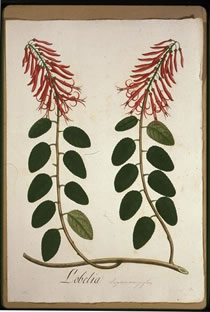
Láminas de la Expedición Botánica. Real Jardín Botánico de Madrid.

Apropiación de la naturaleza es el término utilizado para el conjunto de prácticas que consisten en apoderarse de un inventario natural previamente nombrado y clasificado.
Las prácticas científicas llevadas a cabo vistas desde su carácter social permiten explicar cómo la ciencia en América hacía parte de intereses políticos, económicos y religiosos que fueron indispensables en el desarrollo de la taxonomía vegetal y la farmacia, hechos que reflejan el control que se poseía tanto de la naturaleza como de la sociedad. Sería un serio error pretender imaginar que el conocimiento de la naturaleza no es parte de un orden social y es importante tratar de evadir contraposiciones entre nociones como “sociedad”, “poder”, “política”, por una parte, y “conocimiento”, por otra.
Además, debe resaltarse que no solo los humanos se apropian de la naturaleza sino que todos los seres vivos hacen uso de entidades naturales y emplea estos como recursos según sea su capacidad de hacerlo.

## Apropiación del nuevo mundo

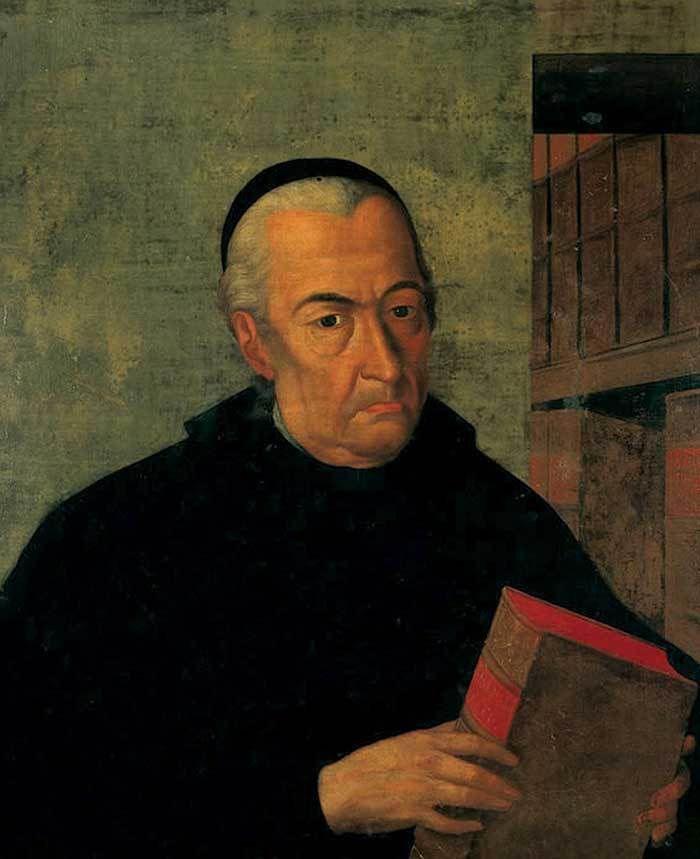
José Celestino Mutis. Óleo sobre tela de Pablo Antonio García del Campo. Ca. 1805. Colección Museo Nacional de Colombia.

En la época de la colonia, la corona financió distintas exploraciones con el fin de herborizar y enviar a España gran cantidad de plantas disecadas, ilustraciones botánicas además de descripciones detalladas de estas. Por esto en el periodo de la ilustración, los españoles sintieron que su poder sobre la naturaleza estaba creciendo; esto no solo se reflejaba por los territorios que en el momento poseían sino que también por la forma en la que matemáticamente empezaban a entender el funcionamiento del mundo.
El imperio español notó que la clave de la prosperidad económica se basaba en una mejor explotación de los recursos existentes en América, por esto se decidió empezar a llevar a cabo una serie de expediciones a cargo de botánicos que empezaron a descubrir los usos medicinales y comerciales de los diferentes especímenes; por eso, la relación entre la biología y la medicina permitió un auge vital para la botánica en las políticas económicas de España.
La apropiación no se limitó únicamente a obtener la mayor cantidad de especies nuevas sino que sumada a la visión de ordenar la creación de Dios bajo el pensamiento funcional de que todo lo existente había sido creado para el hombre, en particular para el europeo, dio lugar a la necesidad de clasificar y organizar los nuevos dominios, esto sería solucionado por la taxonomía dando cabida a la naturaleza domesticada en donde el conocimiento adquirido empieza a ser funcional. Así que el hecho de nombrar, ordenar y clasificar fue una actividad inseparable del compromiso de controlar e imponer un orden sobre el territorio y las culturas que habitaban allí.
Debido a la necesidad de transportar las colecciones adquiridas en las exploraciones y el conocimiento derivado de estas se desarrollaron formas de superar las diferentes contingencias locales, además puesto que en el pasado solía llevarse solo oro y plata a España y dado que el manejo de plantas era mucho más complejo fue imperante adaptar las técnicas e instrumentos usados en la exportación de elementos desde América. Los elementos llevados a España(Europa), eran puestos en lugares donde podían seguir siendo estudiados y exhibidos.
Por lo anterior; lugares como el Real Jardín Botánico de Madrid o distintos museos de historia natural se convirtieron en lugares claves de Europa debido a que poseían grandes cantidades de información recogida en las expediciones del nuevo mundo, además dichas instituciones conformaron redes de colaboración a través de todo el mundo, fueron lugares en los que los naturalistas tenían la capacidad de comparar especímenes de diferentes tipos de lugares normalmente inalcanzables. Los botánicos por lo tanto fueron capaces de alcanzar un mayor nivel de control por sobre la naturaleza mayor incluso que el de los habitantes de los lugares explorados. 
La historia natural, la medicina, la geografía y la astronomía se convertirían en la profesión también de hombres no europeos pero de la mano de nativos españoles que no solo sirvieron como tutores sino que también fundaron instituciones como observatorios y museos, alrededor de uno de estos europeos, José Celestino Mutis y su expedición Botánica, se encontraba un grupo de americanos que se convirtieron en practicantes y promotores de actividades científicas, pero a pesar de estar en labores de ciencia nunca se desarraigaron de sus intereses políticos además, sin desentenderse de cómo sus prácticas científicas los ubicaron en posiciones sociales de prestigio, uno de estos fue Francisco José de Caldas en Nueva Granada que pese a no ser europeo, encuentra en las preocupaciones y actividades propias de la Ilustración una forma de reconocimiento social y en la ciencia como un espacio para obtener una posición política.

## Apropiación material de los recursos naturales

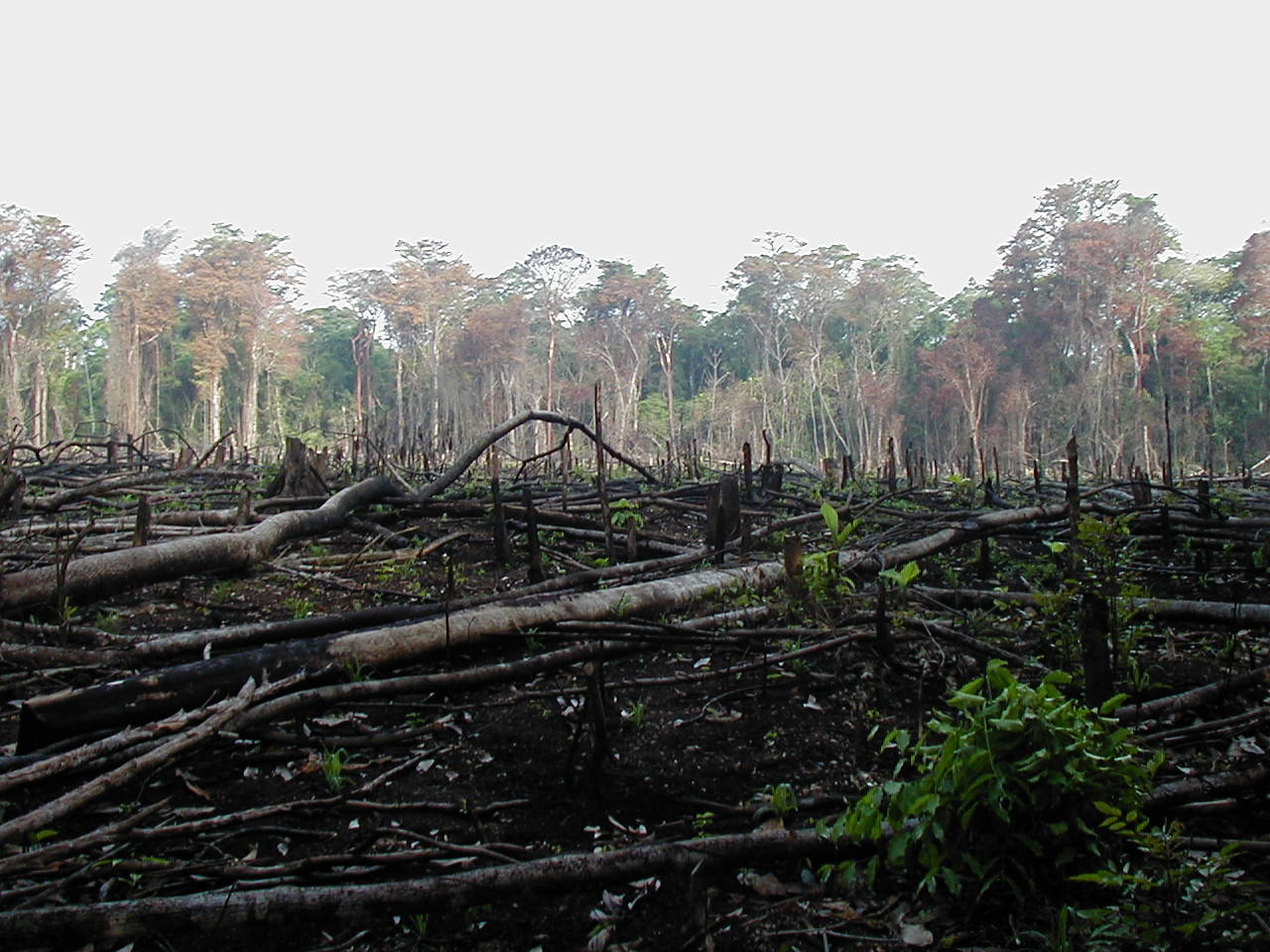
Selva quemada para la agricultura en el sur de México.

Al cuestionarse la relación entre problemáticas como la supervivencia humana y la extinción de especies, degradación de ecosistemas y el agotamiento de recursos naturales se despertó una conciencia pública sobre los daños ambientales y una evidente falta de suficientes políticas que hayan previsto esto, además se plantea un debate entre si es correcto o no el utilizar la naturaleza simplemente como una fuente de abastecimiento partiendo de la relación axiomática y casi natural entre todo ser vivo y el ambiente en el que se desarrolla.
En cuanto a los seres vivos, es posible identificar una dimensión de apropiamiento por sobre la naturaleza pero en los humanos además de la anterior, se encuentra una apropiación material del recurso natural, la cual no solo parte de una necesidad únicamente de supervivencia sino que permite todo un sistema de trabajo para la extracción y uso del recurso además de una posible creación de un pensamiento de consumo.
Los diversos modos de producción inciden en las formas de explotación y de apropiación de la naturaleza llevándose a cabo no solo a la fuerza sobre ésta sino estableciendo siempre valores de cambio basándose en factores de escasez, abundancia o funcionalidad del recurso en cuestión, sin embargo, en el mercado actual y con la intervención del estado en las relaciones referentes al recurso natural el valor pasó a ser una expresión de las diferentes factores sociales entre las partes que, en casos como el del capitalismo, transforma la naturaleza desde un bien, a un recurso y mercancía.

Es con la apropiación de la naturaleza que se ejerce un verdadero poder sobre esta, este va más allá de la apropiación entre individuos y debido a la adaptación que deben generar posteriormente todos los seres vivos, incluidos los humanos, adquiere sentido por sí misma la relación entre el hombre y la naturaleza dado que la apropiación por fuerza va más allá de lo social puesto que se dirige la atención a los cambios sistemáticos del ambiente generados por esta.